# Милена Марковић
Милена Марковић (Земун, 9. април 1974) српска је песникиња, драмска списатељица, сценаристкиња и универзитетска професорка.

## Биографија
Дипломирала је драматургију 1998. године на Факултету драмских уметности у Београду.
За књигу Птичје око на тараби добила је 2010. године награде „Биљана Јовановић” и „Ђура Јакшић”.
Написала је неколико драма које су са великим успехом извођене на домаћим и међународним сценама: Павиљони – куда идем, одакле долазим и шта има за вечеру, Шине, Брод за лутке, Наход Симеон, Шума блиста, Жица и Змајеубице. Добитница је специјалне награде у Бечу за најбоље драме са екс-ју простора, две награде Стеријиног позорја за најбољи текст (за драму Наход Симеон 2007. године и драму Брод за лутке 2009. године), награде за драмско стваралаштво „Борислав Михајловић Михиз” 2005. године и награде „Тодор Манојловић” 2009. године. За књигу „3 драме” добила је награду „Милош Црњански” 2007. године.
Милена Марковић написала је и сценарија за игране филмове Сутра ујутру (2007), Бели, бели свет (2009) и Отаџбина (2015), као и за документарни филм Рударска опера 2006. године. Све наведена остварења режирао је Олег Новковић, а у случају филма из 2009. године учествовао је равноправно и у писању сценарија. Милена је 2016. године, на 44. ФЕСТУ, добила награду за најбољи сценарио за филм Отаџбина.
Ванредна је професорка на Факултету драмских уметности у Београду, на катедри за драматургију.

## Лични живот
Ћерка је филмског сценаристе Јована Марковића. Њен брат је историчар и политичар Предраг Ј. Марковић, а братаница позната глумица Миона Марковић. Рођак јој је био писац, академик и политичар Добрица Ћосић.

## Дела

### Поезија
- Пас који је појео сунце (ЛОМ, 2001)
- Истина има терање (ЛОМ, 2003)
- Црна кашика (ЛОМ, 2007)
- Птичје око на тараби (ЛОМ, 2009)
- Пре него што све почне да се врти (ЛОМ, 2011)
- Песме за живе и мртве (ЛОМ, 2014)
- Деца (2021)

### Сценарији
- 2006 — Сутра ујутру
- 2009 — На терапији (ТВ серија)
- 2010 — Бели, бели свет
- 2011 — Сестре
- 2015 — Отаџбина
- 2018 — Павиљони
- 2018 — Деца радости
- 2020 – 2024— Мочвара (ТВ серија)
- 2020 — Жив човек
- 2021 — Нечиста крв: Грех предака
- 2021 — Нечиста крв (ТВ серија, сценаристкиња 3 епизоде)
- 2025 — Луда година

## Награде
- Награда „Борислав Михајловић Михиз”, 2005.
- Награда „Милош Црњански”, за књигу 3 драме, 2007.[2]
- Награда „Тодор Манојловић”, за 2008.
- Стеријина награда за текст савремене драме, за драму Брод за лутке, 2009.
- Награда „Кочићева књига”, за драму Брод за лутке, 2010.
- Награда „Биљана Јовановић”, за књигу Птичје око на тараби, 2010.
- Награда „Ђура Јакшић”, за књигу Птичје око на тараби, 2010.
- Стеријина награда за текст савремене драме, за драму Змајеубица, 2015.
- Награда „Одзиви Филипу Вишњићу“, 2015.
- Награда „Перо деспота Стефана Лазаревића”, 2015.
- Награда ФЕСТ-а, за најбољи сценарио у националној селекцији, за филм Отаџбина, 2016.[3]
- Прва награда Фестивала филмског сценарија у Врњачкој Бањи, за адаптацију сценарија за филм Нечиста крв: Грех предака, 2021.[4]
- НИН-ова награда, за роман-песму Деца, 2022.[5][6]